# كارلوس سوزا رودريغيز
كارلوس سوزا رودريغيز (Carlos Sosa Rodríguez). ولد في (30 أبريل 1912 - 10 يوليو 1997) كاراكاس، فنزويلا. كان محاميا ودبلوماسي فنزويلي.

## النشأة
درس في فنزويلا وفي كلية Baddingham ، في ساري ، إنجلترا. درس القانون في فرنسا وفنزويلا وحصل على الدكتوراه في القانون من جامعة باريس والجامعة المركزية لفنزويلا في عام 1935.
بعد إنهاء دراسته ، عمل محاميًا في كاراكاس وفي عام 1947 كان نائبًا لرئيس نقابة المحامين الفيدرالية. في عام 1949 ، خلال رئاسة كارلوس دلغادو تشالبو ، تم تعيينه كمراقب عام للجمهورية. ومع ذلك استقال في عام 1950 لتولي منصب سفير فنزويلا في المملكة المتحدة، والتخلي عن وقتهم لهذا المركز الأخير بعد تزوير الانتخابات التي ارتكبت من قبل ماركوس بيريز خيمينيز في ديسمبر كانون الأول عام 1952. نفي وطوعا في مدريد حتى عام 1958، عندما يعود إلى فنزويلا.
مجلس الإدارة برئاسة أسماء فولفغانغ لارزبال الممثل الدائم لفنزويلا لدى الأمم المتحدة، وهو موقف الذي شغل منصب رئيس الوفد الفنزويلي إلى الثالثة عشرة، الرابع عشر والخامس عشر، السادس عشر والدورة العادية السابعة عشرة للجمعية العامة ( بين عامي 1958 و 1966)، وكان ثالث الاستثنائية للجمعية الطوارئ جلسة في عام 1958 والدورة الاستثنائية الثالثة في عام 1961. رئيس الجمعية العامة في الدورة الثامنة عشرة للنفس (سبتمبر 1963 ديسمبر 1964) ونائب الرئيس في الدورة العادية الخامسة عشرة في عام 1960. كما أنه كان ممثل فنزويلا في مجلس الأمن في عام 1969، ويجري رئيس المجلس لشهر مارس.